# Bartolomeo Nazari
Bartolomeo Nazari (né le 10 mai 1699 à Clusone, dans la province de Bergame en Lombardie - mort le 4 août 1758 à Milan) est un peintre italien de la première moitié du XVIIIe siècle se rattachant au baroque tardif (ou rococo), qui a été actif à Venise comme portraitiste.

## Biographie
Bartolomeo Nazari commence en 1716 son apprentissage auprès d'Angelo Trevisani. En 1723, il visite l'atelier romain du frère d'Angelo, le Vénitien Francesco Trevisani, et ensuite étudie auprès de Benedetto Luti.
Il retourne à Venise en 1724, et est enregistré à la Fraglia dei Pittori à partir 1726.
En 1744, Bartolomeo Nazari voyage à Francfort pour peindre le portrait de l'empereur Charles VII, sa famille et les autres membres de la cour.
En 1756, il est admis au sein de l'Académie de Venise.
Il meurt à son retour de Gênes où il exécuta le portrait du Doge.
Son fils Nazario Nazari et sa fille Maria Giacomina furent aussi des peintres.

## Œuvres
- Portrait de Samuel Egerton 1730 Ca' Rezzonico Venise
- Portait de Gian rinaldo Carli en 1749 Ca' Rezzonico Venise
- Portrait d'Angelo Maria Quirini, Pinacoteca Querini Stampalia
- Portrait du soprano Faustina Bordoni, Handel House Museum (en), Londres
- Portrait du chanteur Farinelli (1734), Royal College of Music (exposé dans le musée), Londres
- Différents portraits pour le général Johann Matthias von der Schulenburg
- Portraits de famille : tête de jeune homme, tête de vieillard, huiles sur toile collée sur bois, musée des beaux-arts de Chambéry, France

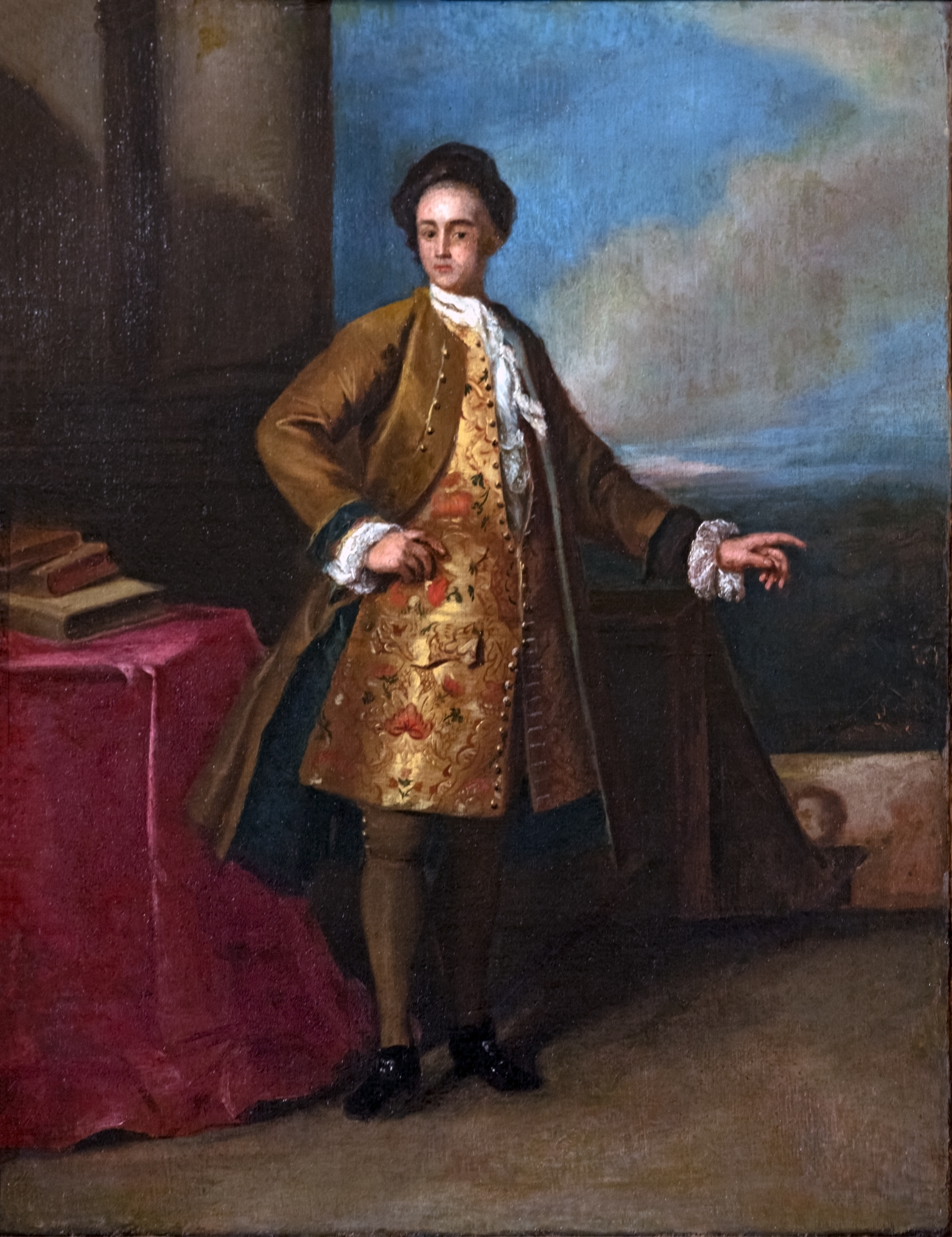
Samuel Egerton
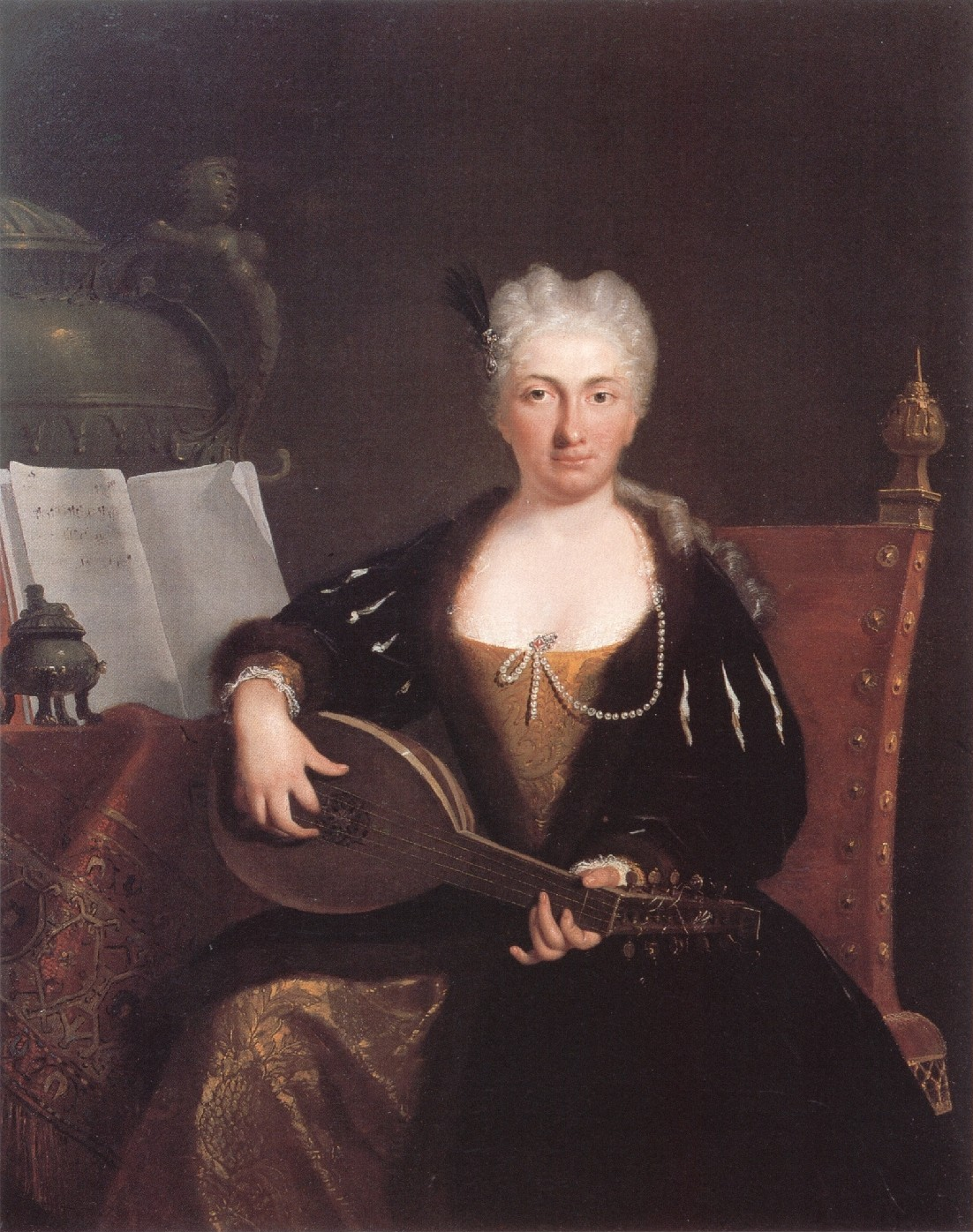
Faustina Bordoni, Händelhaus London
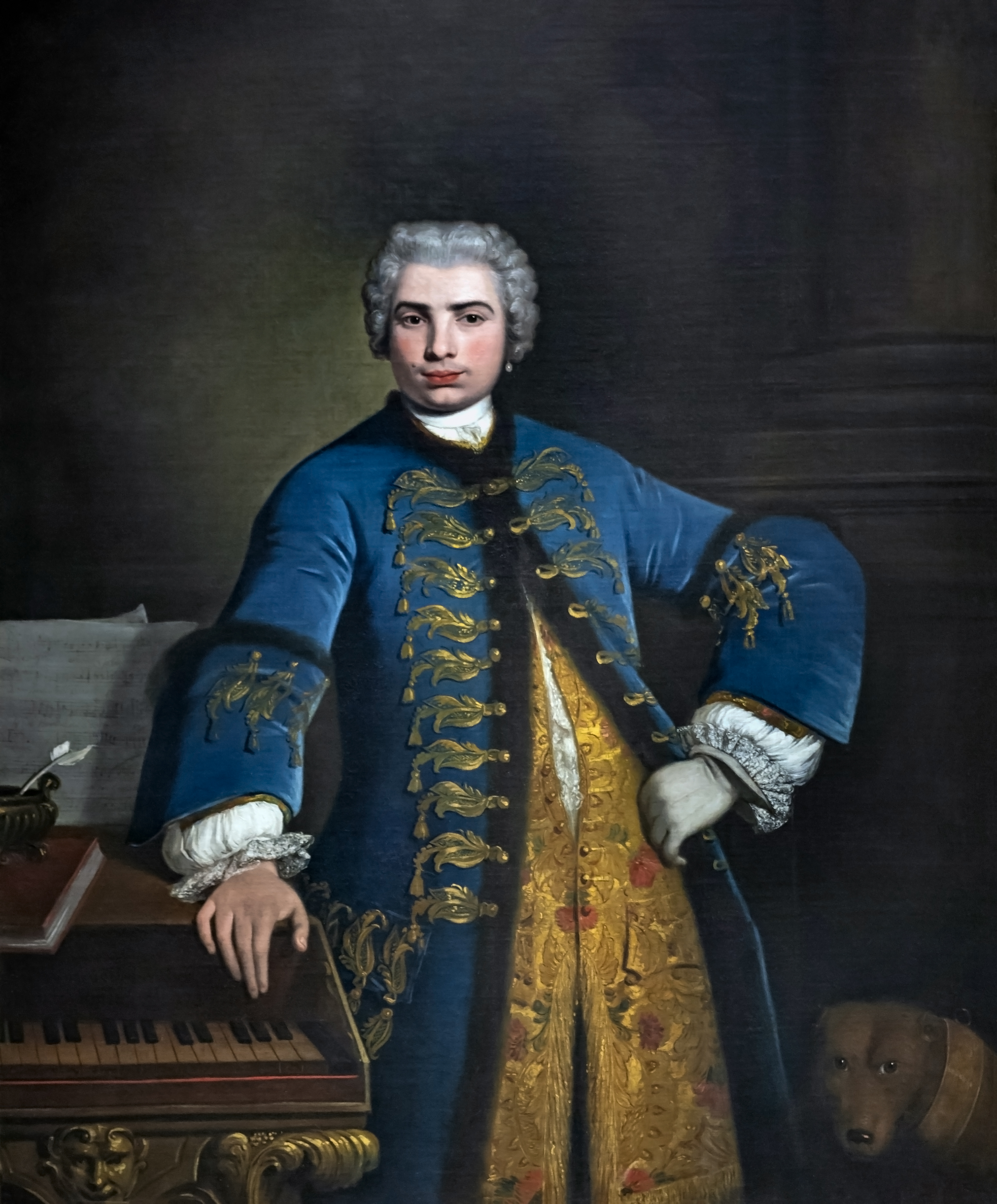
Farinelli
Gian Rinaldo Carli[2]
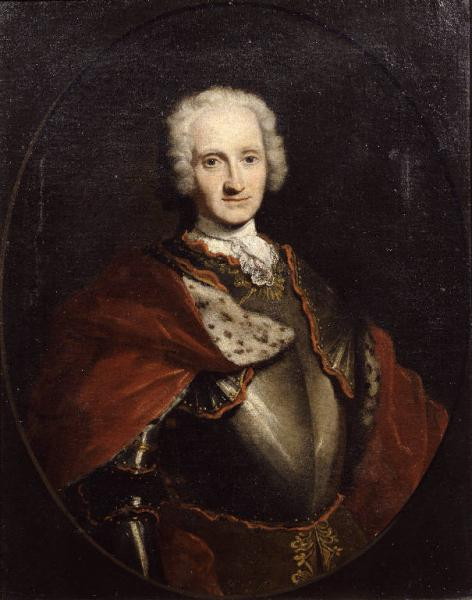
Giacomo Carrara
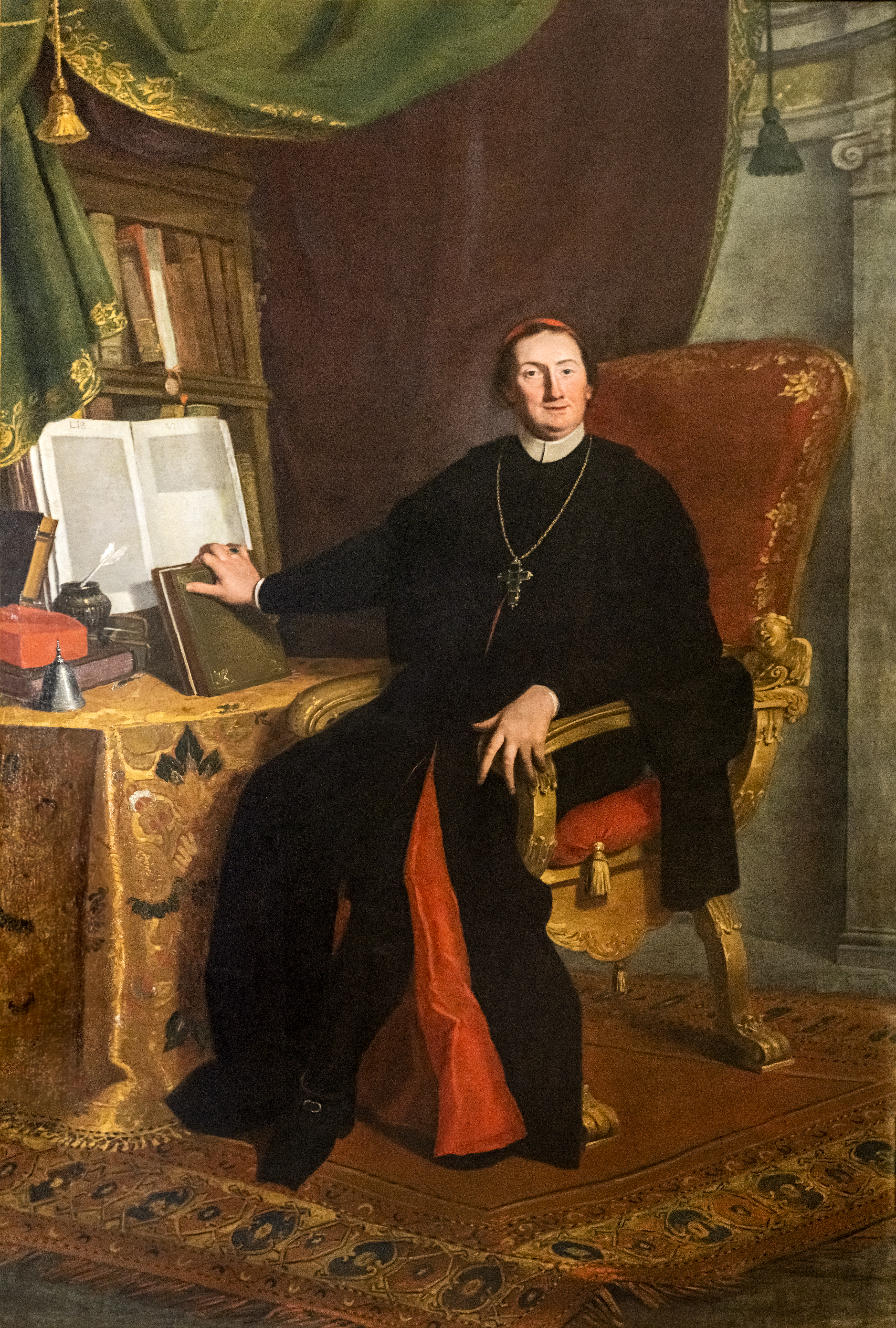
Angelo Maria Quirini
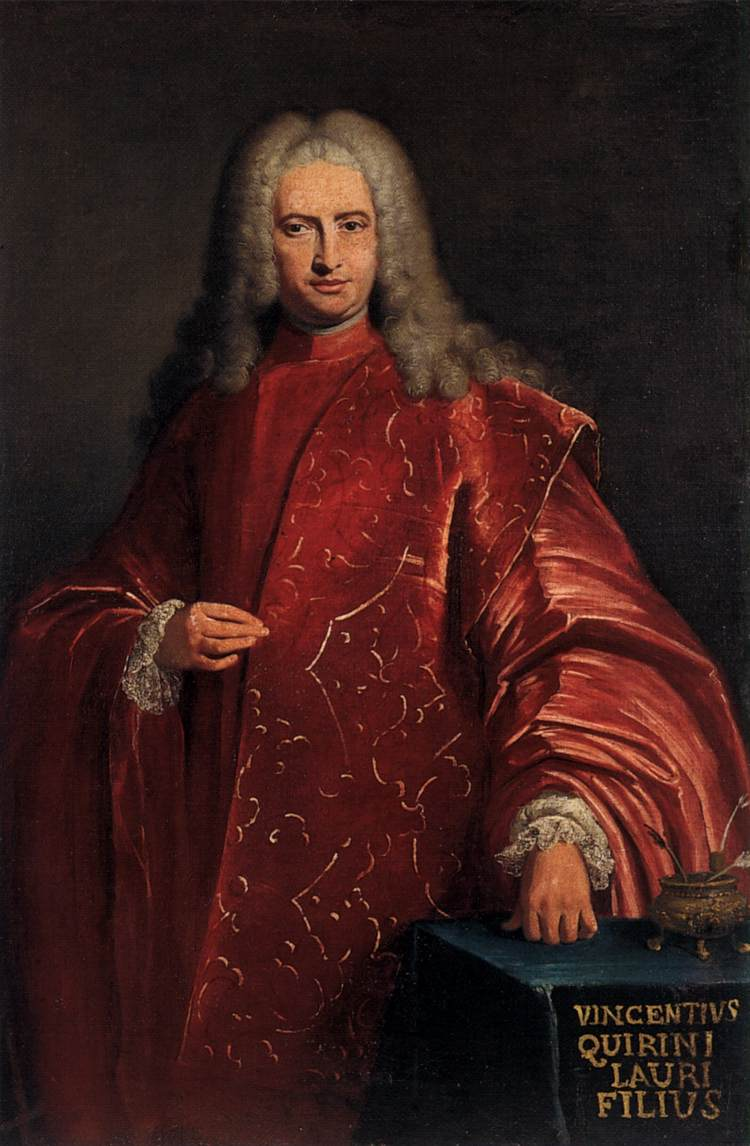
Vincenzo Querini
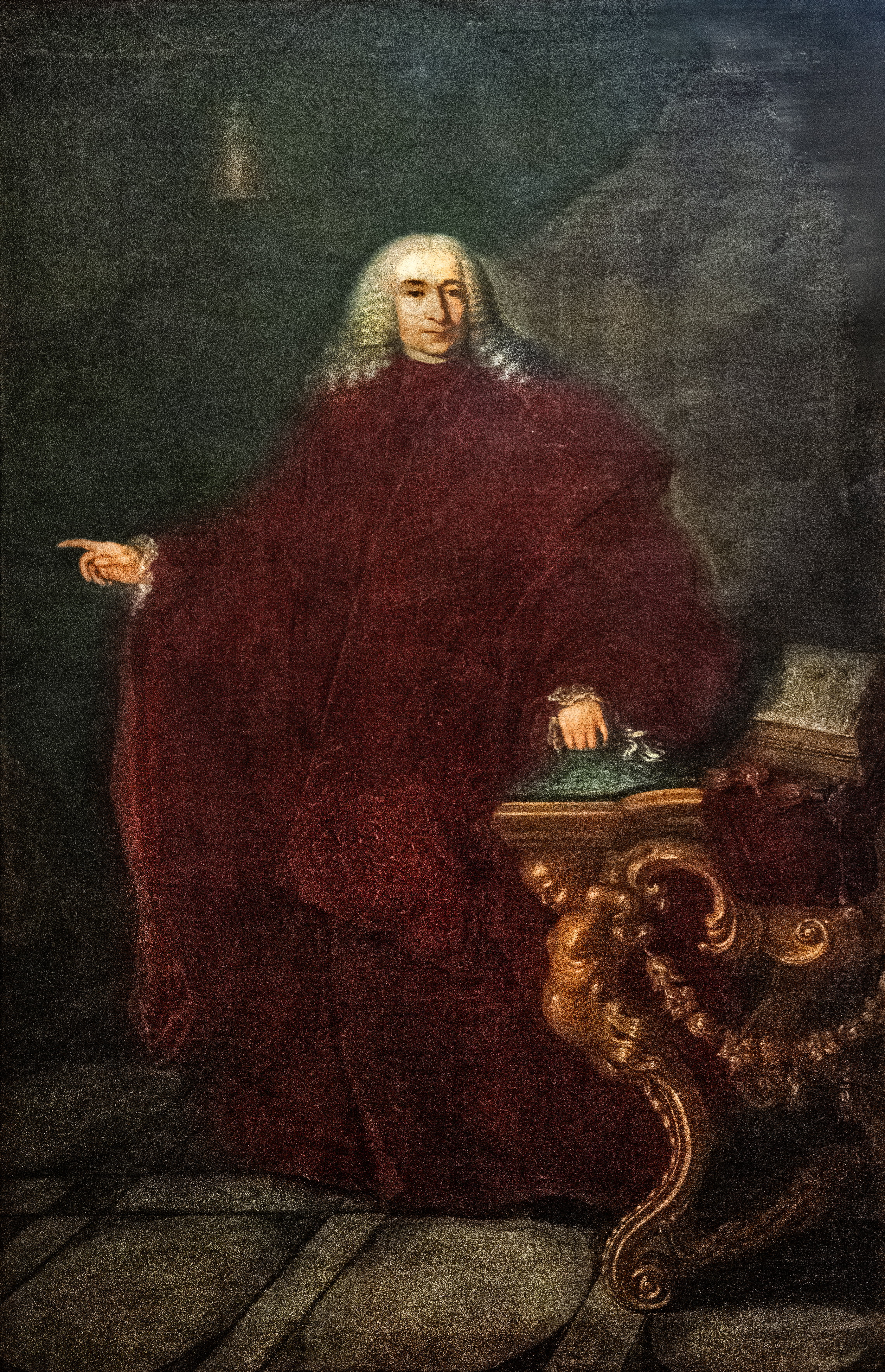
Portrait d'un magistrat

## Sources
1. ↑  Commons.wikimedia.org/wiki/Commons:Valued_image_candidates/candidate_list
2. ↑  https://www.archiviodellacomunicazione.it/sicap/OpereArte/7702/?WEB=MuseiVE
3. ↑  https://www.archiviodellacomunicazione.it/sicap/OpereArte/3545/?WEB=MuseiVE

- (en) Cet article est partiellement ou en totalité issu de l’article de Wikipédia en anglais intitulé « Bartolomeo Nazari » (voir la liste des auteurs).

- Notices d'autorité :   - VIAF
  - ISNI
  - GND
  - Italie
  - Pologne
  - NUKAT
  - Vatican
- Ressources relatives aux beaux-arts :   - AGORHA
  - Art UK
  - Artists of the World Online
  - Bénézit
  - British Museum
  - Kunstindeks Danmark
  - RKDartists
  - Union List of Artist Names